# Craig Parry
Craig Parry (* 12. Januar 1966 in Sunshine, Victoria) ist ein australischer Profigolfer der nordamerikanischen PGA Tour und gehört mit seinen 23 weltweit erzielten Turniererfolgen zu den bekanntesten seines Landes.
Parry wurde 1986 Berufsgolfer und feierte seinen ersten Sieg 1987 bei den New South Wales Open, gefolgt von den Canadian TPC noch im selben Jahr. Im Jahre 1992 gewann er drei der vier Hauptturniere Australiens, die Australian PGA Championship, erneut die New South Wales Open und die Australian Masters – ein Turnier, das er insgesamt dreimal siegreich beendete (1992, 1994 und 1996). Auf der European Tour konnte sich Parry bislang sechs Titel holen, zuletzt 2005 die Heineken Classic, ein Event, das zuvor dreimal vom südafrikanischen Ausnahmegolfer Ernie Els dominiert worden war.
Parry bespielte die European Tour regelmäßig in den Jahren 1988 bis 1991, wobei er 1989 Dritter und 1991 Fünfter der Geldrangliste wurde. Seit 1992 ist er hauptsächlich auf der nordamerikanischen PGA TOUR unterwegs, wo er seither zwei Siege verbuchen konnte. Parry tritt aber nach wie vor rund um den Globus an.
Er war Mitglied des Internationalen Teams im Presidents Cup der Jahre 1994, 1996 und 1998 und vertrat sein Land fünfmal im Dunhill Cup und einmal im WGC-World Cup.
Parry ist verheiratet, hat drei Kinder und Wohnsitze in Sydney und in Orlando, Florida. Wegen seiner überaus starken und ausgeprägten Unterarme wird er von seinen Golferkollegen auch "Mr. Popeye" genannt.

## Turniersiege
- 1987 Panasonic New South Wales Open (Australien), Canadian TPC
- 1989 Bridgestone ASO (Japan), Wang Four Stars (European Tour), German Open (European Tour)
- 1991 Bell's Scottish Open, Italian Open (beide European Tour)
- 1992 Australian PGA Championship, New South Wales Open, Microsoft Australian Masters
- 1994 Pyramid Australian Masters
- 1995 Canon Challenge, Greg Norman's Holden Classic
- 1996 Ericsson Australian Masters
- 1997 Japan Open, Coolum Classic (Australien), Satelindo Indonesia Open
- 1999 Ford Open (Australien)
- 2002 New Zealand Open, WGC-NEC Invitational (PGA und European Tours)
- 2004 Ford Championship at Doral (PGA Tour)
- 2005 Heineken Classic (Australasian und European Tours)
- 2007 Australian Open (Australasian Tour)

## Teilnahmen in Teambewerben
- Alfred Dunhill Cup (für Australien): 1991, 1993, 1995, 1996, 1998, 1999
- World Cup: (für Australien): 2002
- Presidents Cup (Internationales Team): 1994, 1996, 1998 (Sieger)
- 4 Tours World Championship: 1988, 1989, 1990 (Sieger), 1991